# N811 (België)
De N811 is een gewestweg in de Belgische provincie Luxemburg. De route verbindt Latour (N88) met Saint-Mard (N87). De route heeft een lengte van ongeveer 7,5 kilometer en bestaat uit twee rijstroken voor beide rijrichtingen samen.